# ألكسيس ليون
ألكسيس ليون (بالإنجليزية: Alexis Leon)‏ هو كاتب هندي، ولد في 19 يوليو 1966 في كوتشي في الهند.